# Montana-Klasse
Die Schlachtschiffe der Montana-Klasse waren als Weiterentwicklung der Iowa-Klasse der Höhe- und Endpunkt des Schlachtschiffbaus in den Vereinigten Staaten. Wenn diese Schiffe gebaut und fertiggestellt worden wären, hätten sie die bis dahin schlagkräftigsten und am stärksten gepanzerten Schlachtschiffe der Welt dargestellt.

## Planungs- und Entwicklungsgeschichte
Am 19. Juli 1940 wurde der Two-Ocean Navy Act verabschiedet, wodurch eine starke Erhöhung der Flottentonnage bzw. ein erheblicher Zuwachs an Schiffen möglich geworden war. Unter anderem konnten nun auf Werften auch viel mehr Schlachtschiffe gebaut werden.
An diesen möglichen Schlachtschiffen wurde schon seit 1938 gearbeitet. Ein Kernpunkt, auf dem die Konzeption dieser Schlachtschiffe beruhte, war das 406-mm-L/50-Geschütz mit seiner Panzersprenggranate MK 8 mit 1225 kg Geschossmasse.
Nachdem die Iowa-Klasse auf den Weg gebracht worden war, eine Klasse schneller Schlachtschiffe (über 32 kn), „besann“ sich die U.S. Navy wieder auf traditionelle Eigenschaften von Schlachtschiffen: starke Panzerung und hohe Schlagkraft. Die Geschwindigkeit spielte bei dieser Klasse eine nicht ganz so große Rolle. Um eine Abgrenzung zur Geschwindigkeit der Iowa-Klasse zu ziehen, die als schnelle Schlachtschiffe bezeichnet wurden, wurde die Montana-Klasse als langsames Schlachtschiff bezeichnet. Dabei war die geplante Geschwindigkeit von 28 kn durchaus nicht als langsam für die damalige Zeit zu betrachten, sondern als eine eher normale Geschwindigkeit für Schlachtschiffe. In den ersten Planungsstudien wurde die Tonnage aber auf 45.000 ts limitiert. Die mit dieser Einschränkung einhergehenden Probleme, einen ausreichenden Schutz gegen die stärksten feindlichen Granaten zu finden, konnten nur mit einer reduzierten Geschwindigkeit erkauft werden, also anders als bei der Iowa-Klasse, bei der Geschwindigkeit im Vordergrund stand und deshalb die Panzerung etwas geringer ausfiel.

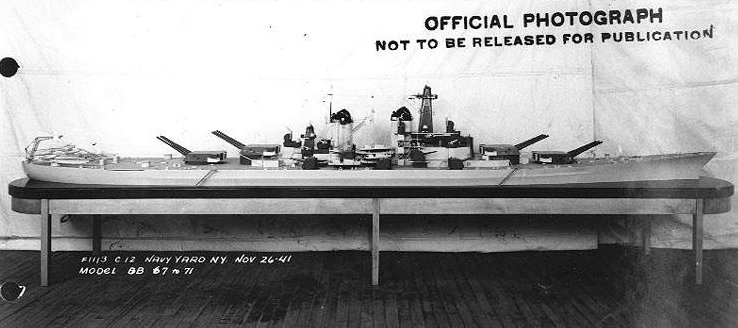
Ein Modell, das veranschaulicht, wie die Montana-Klasse nach ihrer Fertigstellung ausgesehen hätte

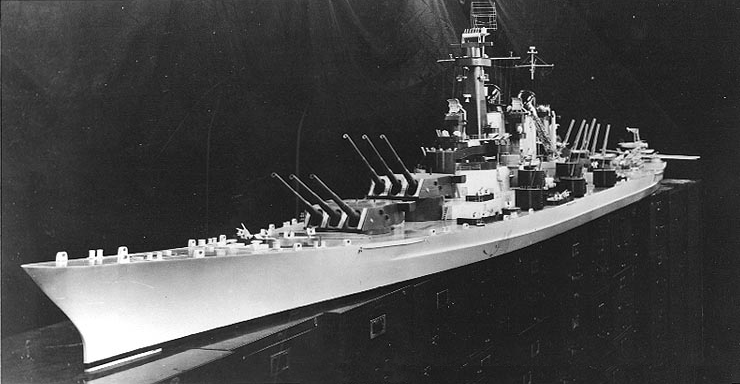
Offizielles Modell der Montana-Klasse, die ihr mögliches Aussehen aus der Bugansicht zeigt

In der ersten Entwurfsreihe aus dem Jahr 1939, bestehend aus zwölf Entwürfen, hielten sich die Planer an die vorgegebenen Beschränkungen. Die Entwurfsreihe hatte die Bezeichnung BB 65, wobei die Einzelentwürfe mit dem Alphabet hochgezählt wurden, also BB 65A, BB 65B usw. Die Baubezeichnung ist insofern interessant, da im September 1941 zwei weitere Schiffe der Iowa-Klasse bestellt wurden, die BB 65 und BB 66. Für die weitere Planung der langsamen Schlachtschiffe wurde die Bezeichnung 'BB 65' beibehalten, was hier und da für Verwirrung sorgte. Auch bei der Hauptartillerie hielten sich die Planer an das 406-mm-Kaliber, bis auf einen Entwurf, bei dem mit dem Kaliber 356 mm gerechnet wurde. In den Entwürfen schwankte die Turmanzahl zwischen drei und vier, und auch Vierlingstürme wurden durchgerechnet. Die Panzerung betrug bei allen Entwürfen 406 mm. Bei der mittleren Artillerie wurde die klassische Variante von 20 × 127 mm gewählt, in Doppeltürmen zu je fünf auf jeder Seite. Beim Entwurf BB 65D wurde abweichend mit zwölf 152-mm-Geschützen gerechnet.
Eine weitere Entwurfsreihe aus dem September 1939 (wieder bezeichnet mit BB 65A, BB 65B usw.) wurde mit 47000 ts gerechnet. Ab hier stand fest, dass die Hauptartillerie aus zwölf 406-mm-Geschützen bestehen sollte. Die Turmanzahl war noch nicht festgelegt: Die Mehrzahl der Entwürfe enthielt drei Vierlingstürme, der Rest vier Drillingstürme. Auch in dieser Serie wurde überwiegend bei der mittleren Artillerie mit 20 × 127 mm gerechnet, zwei Entwürfe wurden mit 12 × 152 mm berechnet.

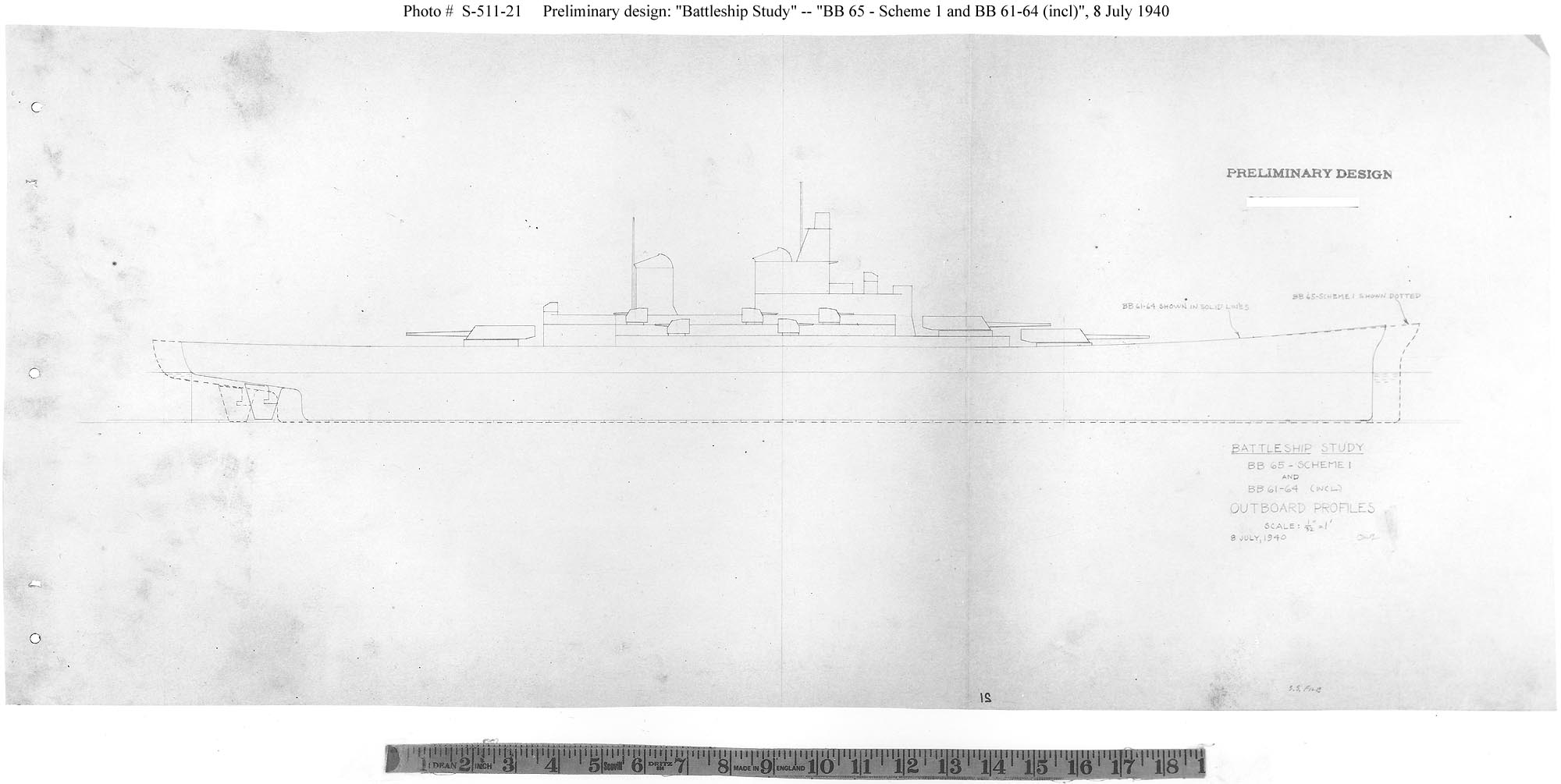
Entwurfsskizze BB 65-1

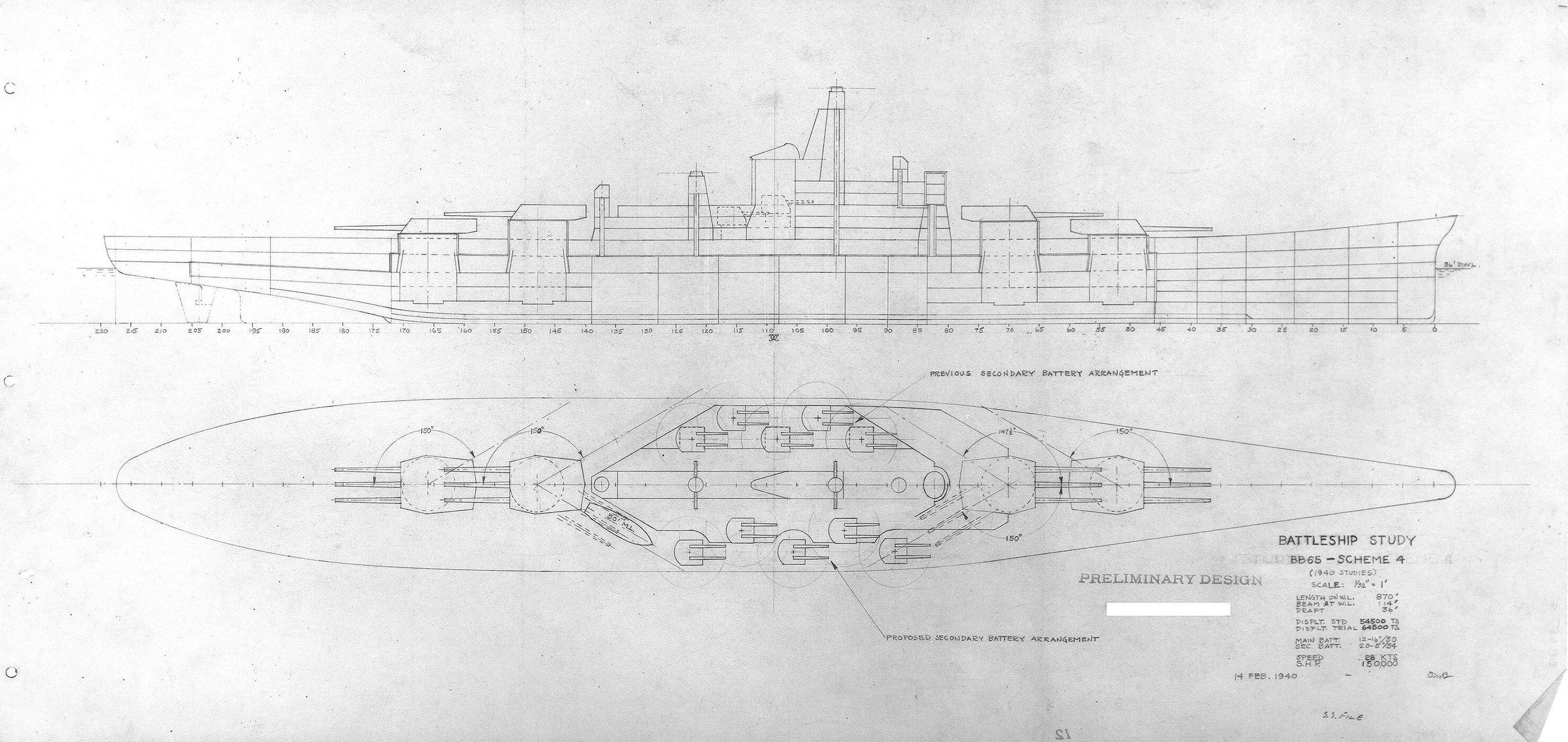
Entwurfsskizze BB 65-4

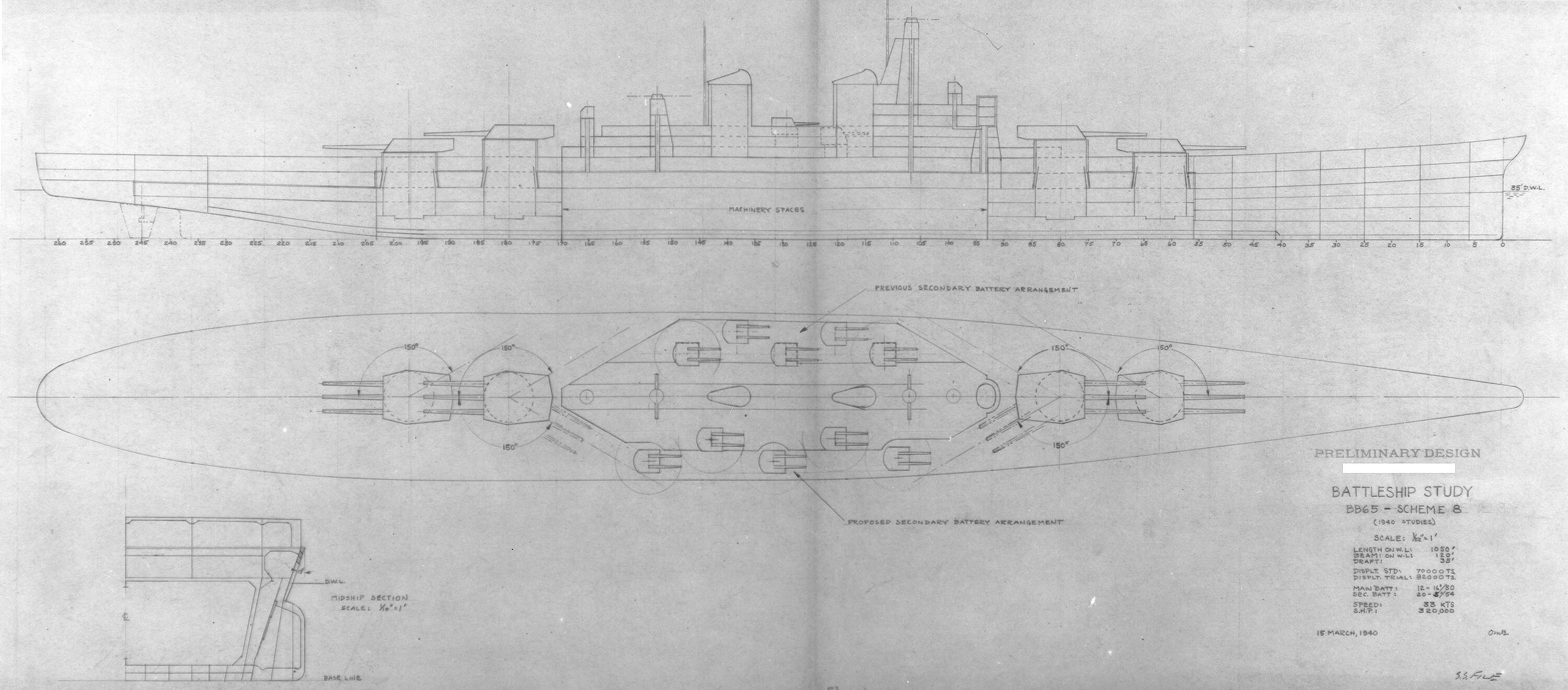
Entwurfsskizze BB 65-8

Ab Oktober 1939 wurde beschlossen, die Tonnage auf 50.000–55.000 ts zu erhöhen. Im Januar 1940 kam es zu einer dritten Entwurfsreihe, die aber diesmal mit BB 65-1, BB 65-2 usw. nummeriert wurde. In dieser Entwurfsreihe herrschte nun Einigkeit über die Artillerie: 12 × 406 mm und 20 × 127 mm. Hier tauchte erstmals die verbesserte Variante der 127 mm auf, die 127-mm-SK L/54. Bei allen Entwürfen dieser Reihe war auch die Seitenpanzerung von 406 mm einheitlich. Die Maschinenleistung schwankte zwischen 130.000 Wellen-PS für 27,5 kn (mit der Maschinenanlage der South-Dakota-Klasse) und 212.000 bzw. 320.000 WPS für 31,8 bzw. 34 kn. Auch die Verdrängung schwankte zwischen 51.000 und 66.700 ts.
In der nächsten Entwurfsserie aus dem Jahr 1940 ging es darum, die große Verdrängung der vorangegangenen Serie zu reduzieren. Dabei blieben Haupt- und Mittelartillerie und die Seitenpanzerung konstant. Einige Entwürfe wurden mit hoher Geschwindigkeit (33 kn) gerechnet, so dass auch die Verdrängung wieder zunahm, in diesen Fällen zwischen 65.000 und 67.000 ts, während die anderen Entwürfe mit 48.000 bis 57.000 ts auskamen.
Die letzte Entwurfsserie aus den Jahren Ende 1941/Anfang 1942 kam den geforderten Zielen sehr nahe. In dieser Serie tauchte nun auch die endgültige Baubezeichnung BB 67 auf (die einzelnen Entwürfe wurden mit BB 67-1, BB 67-2 usw. gekennzeichnet). In dieser Serie ging es um die Maschinenleistung. Die ersten beiden Entwürfe rechneten mit einer 212.000-WPS-Maschinenanlage (nämlich die der Iowa-Klasse) für 28 kn, die restlichen mit 172.000 WPS ebenfalls für 28 kn. In diesem Fall hat man anscheinend in den Entwurf noch eine große Leistungsreserve eingerechnet.
Der endgültige Entwurf wurde dann Anfang 1941 genehmigt. Dieser kam dem Entwurf BB 67-4 der letzten Serie sehr nahe. Bei dieser Schiffsklasse wurden erstmals die Panamax-Maße überschritten, also auf die Fähigkeit verzichtet, den Panamakanal passieren zu können. Diese Entscheidung wurde aus der Forderung nach bestmöglicher Sinksicherheit heraus abgeleitet, was ein sehr breites Unterwasserschiff (Torpedoschutzgürtel) erforderlich machte. Weiterhin war hier die Forderung nach einem Schiff abzulesen, das sich auch gegen die größten japanischen Überwassereinheiten behaupten konnte. Diese Überlegung entsprang der noch vorherrschenden Überzeugung, dass der Sieg über die Japaner unter anderem mit Hilfe von überlegenen Schlachtschiffen erzielt werden sollte. Die endgültige Fassung lag dann im März 1941 vor und dessen Nachbesserung im Juni 1942.
In den beiden folgenden Tabellen sind die Anforderungen und dann die tatsächliche Auslegung dargestellt:

### Anforderungen an dieMontana-Klasse
| Standardverdrängung | 58.000 ts |
| Länge in KWL        | nicht mehr als 272,3 m |
| Breite              | größtmögliche Stabilität |
| Bewaffnung          | - 12× 406-mm-L/50 in 4 Türmen à 3 Geschütze - 20× 127-mm-L/54 je Seite 5 Doppeltürme - 24× bis 32× 40-mm-L/56 also 6 bis 8 Bofors-Flakgeschütze |
| Panzerung/Schutz    | Schutz gegen 1225-kg-Panzersprenggranaten auf eine Entfernung zwischen 16.500 und 29.260 m                                                      |
| Antrieb             | 212.000 WPS für 28 kn |
| Fahrbereich         | 15.000 sm bei 15 kn |

### Tatsächliche festgeschriebene Daten derMontana-Klasse
| Komponente                   | März 1941                                        | Juni 1942                                         |
| ---------------------------- | ------------------------------------------------ | ------------------------------------------------- |
| Standard-/Einsatzverdrängung | 60.500 ts / 70.500 tn.l.                         | 63.221 ts / 70.965 tn.l.                          |
| Länge in KWL                 | 272,3 m                                          | 273,3 m                                           |
| Breite mit Außenpanzer       | 36,8 m                                           | 36,8 m                                            |
| Breite auf Mallkante         | 35,96 m                                          | 35,96 m                                           |
| Bewaffnung                   | - 12× 406 mm - 20× 127 mm - 32× 40 mm - 8× 20 mm | - 12× 406 mm - 20× 127 mm - 32× 40 mm - 20× 20 mm |

Für den Bau der Schiffe waren die Marinewerften von Philadelphia (drei Schiffe) und mit je einem Schiff die in New York und Norfolk ausgewählt worden. Die Bauaufträge erfolgten am 9. September 1940, wobei die Fertigstellungstermine zwischen dem 1. Juli 1945 und dem 1. Dezember 1945 für das erste und das letzte Schiff liegen sollten. Pro Einheit wurden 200 Millionen US-Dollar veranschlagt. Die Kiellegungen verzögerten sich, weil die Rüstungsindustrie noch nicht auf Hochtouren lief und es dadurch zu Lieferschwierigkeiten beim Schiffbaustahl gekommen war.
Nach dem Angriff der Japaner auf Pearl Harbor, der zum Kriegseintritt der USA führte, und dem Verlauf der ersten Kriegsmonate kristallisierte es sich heraus, dass der Flugzeugträger dem Schlachtschiff den Rang als Hauptkampfschiff abgelaufen hatte und es ins zweite Glied verdrängt hatte. Der damalige Präsident der Vereinigten Staaten, Franklin D. Roosevelt, erließ am 20. Mai 1942 den Baustopp für die Schiffe. Dieser Entschluss resultierte aus der kurz zuvor stattgefundenen Schlacht im Korallenmeer, bei der sich erstmals auf beiden Seiten Flugzeugträger gegenüberstanden. Drei Wochen später wiederholte sich das Szenario bei der Schlacht um Midway. Der Verlauf der Schlacht bestätigte die Entscheidung Roosevelts. Am 21. Juli 1943 wurde die Montana-Klasse ersatzlos gestrichen.
In Übereinstimmung mit der Tradition der U.S. Navy wurden die Namen von US-Bundesstaaten als Schiffsnamen ausgesucht.

## Bauweise
Die Gestaltung und Rumpfform ähnelte sehr stark der Iowa-Klasse. Auch sollte, wie bei dieser, der Rumpf vollständig elektrisch geschweißt sein. Bullaugen gab es ebenfalls nicht mehr, da man der Ansicht war, dass diese Maßnahme zu einer verbesserten Längs- und Seitenfestigkeit führen sollte. Die Innenräume des Rumpfes wurden stattdessen künstlich be- und entlüftet. Die Aufbauten hatten etwas weniger Platz als bei der Iowa-Klasse, beanspruchten aber dennoch eine Länge von 80 m. Der Grund lag im vierten Drillingsturm. Zwischen den Schornsteinen wurde ein geräumiges Bootsdeck eingeplant sowie zu jeder Seite des zweiten Schornsteins ein drehbarer Bootskran. Auf dem Achterdeck waren zwei Katapulte für Bordflugzeuge vorgesehen.

## Bewaffnung/Panzerung
Die Panzerung der Montana-Klasse war so ausgelegt, dass sie folgenden Szenarien standhalten konnte:
- 1225 kg 406-mm L/50 Panzersprenggranaten zwischen 16.450 und 28.350 m
- 1060 kg 406-mm L/45 Panzersprenggranaten zwischen 13.100 und 31.550 m

Die Anordnung der Panzerung war ähnlich der North-Carolina-Klasse, jedoch mit größeren Stärken. Kurz vor dem ersten Turm begann die Panzerung und endete kurz hinter dem letzten. Der Außenpanzer hatte eine Neigung von 19°, was einer Schutzwirkung einer 508 mm starken Panzerung entsprach. Der Innenschutz sollte durch vier hintereinander liegende, um 10° geneigte Längsschotten erreicht werden. Der Unterwasserschutz war so ausgelegt, dass er Minen und Torpedos der Zeit standhalten konnte. Bei der horizontalen Panzerung gab es drei gepanzerte Decks. Zum Schutz vor Minendetonationen war ein Dreifachboden vorgesehen.
Als Hauptartillerie waren zwölf 406-mm-Geschütze in vier Drillingstürmen vorgesehen. Das Gewicht einer Breitseite hätte 14.700 kg betragen. Die mittlere Artillerie wurde auf 20 × 127-mm-Geschütze in Doppeltürmen zu je fünf auf jeder Seite ausgelegt. Auf der Montana-Klasse sollte das verbesserte 127-mm-L/54 zum Einsatz kommen, das gegenüber dem L/38-Geschütz eine höhere Mündungsgeschwindigkeit hatte, was die Reichweite verbesserte.

## Antriebsanlage
Die Anordnung der Antriebskomponenten war gegenüber der Iowa-Klasse verbessert worden. Hierdurch konnte das Ausfallrisiko verringert werden. Jeder der vier Turbinensätze und die dazugehörigen Kessel waren in einem separaten Maschinenraum untergebracht. Durch die größere Breite des Rumpfs konnten die Turbinen, Kessel und Hilfsmaschinen sehr gut aufgeteilt werden. Auch konnten durch diese großzügige Raumaufteilung Wartungsarbeiten besser durchgeführt werden. Die gesamte Leistung sollte 172.000 Wellen-PS betragen. Die Maschinenanlage nahm etwa 90 m der Schiffslänge in Anspruch.

## Geplante Schiffe der Klasse
| Baubezeichnung            | Name          | Haushaltsjahr | Bauwerft                    | Kiellegung | Stapellauf | Indienststellung |
| ------------------------- | ------------- | ------------- | --------------------------- | ---------- | ---------- | ---------------- |
| USS Montana (BB-67)       | Montana       | 1940          | Philadelphia Naval Shipyard | –/–        | –/–        | –/–              |
| USS Ohio (BB-68)          | Ohio          | 1940          | Philadelphia Naval Shipyard | –/–        | –/–        | –/–              |
| USS Maine (BB-69)         | Maine         | 1940          | New York Naval Shipyard     | –/–        | –/–        | –/–              |
| USS New Hampshire (BB-70) | New Hampshire | 1940          | New York Naval Shipyard     | –/–        | –/–        | –/–              |
| USS Louisiana (BB-71)     | Louisiana     | 1940          | Norfolk Naval Shipyard      | –/–        | –/–        | –/–              |